# Lista de membros da Royal Society eleitos em 1961
Membros da Royal Society eleitos em 1961.

## Foreign Members (ForMemRS)
1. Olaf Holtedahl[27]
2. Solomon Lefschetz[28]
3. Elmer McCollum[29]
4. Alexander Nesmeyanov[30]